# Anopheles danaubento
Anopheles danaubento este o specie de țânțari din genul Anopheles, descrisă de Mochtar și Walandouw în anul 1934. Conform Catalogue of Life specia Anopheles danaubento nu are subspecii cunoscute.